# Авал
Авалът е особено поръчителство по менителничната сделка и е адресирано до издателя, платеца или поемателя. Ако няма посочено лице – авалтист се приема, че това е издателя. Авалът се отразява върху лицевата страна на документа или върху алонжа с изрично означение „като поръчител“.
Авалистът (менителничния поръчител) не участва в менителничната сделка. Неговото участие по поемане на менителничното задължение е самостоятелно. Авалистът е солидарно отговорен длъжник по отношение на всички, които следват след авалата..
Авалът е едностранна сделка, а не договор между кредитор и поръчител. Авалистът не може да прави възражения за недействителност на поръчителството, поради недействителност на задължението, което гарантира. Отговорността на авалиста винаги е солидарна и той встъпва в правата на менителнични ефекти, както срещу лицето за което поръчителства, така и по отношение на лицата, които отговарят към авалата. Лицето, чието задължение се обезпечава се нарича авалат.